# Sousmoulins
Sousmoulins é uma comuna francesa na região administrativa da Nova Aquitânia, no departamento de Charente-Maritime. Estende-se por uma área de 7,70 km². Em 2010 a comuna tinha 224 habitantes (densidade: 29,1 hab./km²).